# D'Nash
D'Nash (voorheen NASH) is een Spaanse boyband, bestaande uit vier leden.
D'Nash won in 2007 de Spaanse voorrondes voor het Eurovisiesongfestival (Misión Eurovisión), waardoor ze deelnamen in Helsinki met het nummer I love you mi vida. Met dat nummer werden ze in de finale uiteindelijk twintigste met 43 punten.
Oorspronkelijk heette de groep NASH, maar door registratieproblemen heten ze sinds maart 2007 D'Nash.

## Bandleden
- Basty (Esteban Piñero Camacho (Cádiz, 28 februari 1981))
- Mikel (Michael Hennet Sotomayor (Puerto de la Cruz, 20 januari 1983))
- Javi (Francisco Javier Álvarez Colinet (Sevilla, 30 april 1983))
- Ony (Antonio Martos Ortiz (Valencia, 19 februari 1981))

## Discografie

### Albums
- Capaz de todo (2006)
- Capaz de todo (edición especial) (2006)
- Capaz de todo (Misión Eurovisión) (2007)
- Todo va a cambiar (2007)

### Singles
- Capaz de todo (2006)
- ¿Dónde estás? (2006)
- Más allá de las estrellas (2006)
- I love you mi vida (2007)
- Amanda (2007)